# Picaflors sagnant
El picaflors sagnant (Dicaeum sanguinolentum) és un ocell de la família dels diceids (Dicaeidae).

## Hàbitat i distribució
Habita els boscos de les terres baixes i muntanyes de Java i Bali, Sumba, Flores i Timor, a les Illes Petites de la Sonda.

## Taxonomia
Alguns autors consideren que es tracta en realitat de 3 espècies:
- Dicaeum sanguinolentum (sensu stricto) - picaflors sagnant.
- Dicaeum hanieli Hellmayr, 1912 - picaflors de Timor.[3]
- Dicaeum wilhelminae Büttikofer, 1892 - picaflors de Sumba.[4]